# Sharon Wichman
Sharon Lynn Wichman, född 13 maj 1952 i Detroit, är en amerikansk före detta simmare.
Wichman blev olympisk guldmedaljör på 200 meter bröstsim vid sommarspelen 1968 i Mexico City.